# Ledové království
Ledové království (v originále Frozen) je americký animovaný hudebně fantastický film z roku 2013 od režisérů Chrise Bucka a Jennifer Lee, inspirovaný pohádkou Sněhová královna od Hanse Christiana Andersena. Film vypráví příběh nebojácné princezny Anny, která se za pomoci horala Kristoffa, jeho věrného soba Svena a oživlého sněhuláka Olafa, kterého vykouzlila Elsa a vydává najít svoji sestru Elsu, která svou ledovou magií neúmyslně zaklela království do věčné zimy. Snímek měl v Americe premiéru 10. listopadu 2013 a v Česku měl premiéru 28. listopadu 2013. Film obsahuje 3D efekty.

## Děj
Královna s králem mají dvě dcery – Elsu a Annu. Starší Elsa se narodila s magickou schopností – dokáže proměnit cokoliv v led a sníh. Jednoho dne Elsa při hraní nešťastnou náhodou svým kouzlem vážně Annu zraní. To velmi ovlivní její smýšlení o sobě a jejích schopnostech. Aby Annu zachránili, hledají rodiče Anny a Elsy pomoc u kouzelných trollů. Troll jménem Pratrol navrhne jediné řešení. Anna musí zapomenout na to, že její sestra umí kouzlit. Elsa se s Annou musí přestat stýkat a musí se naučit žít v izolaci královského paláce, aby svou magií neohrožovala okolí. Navzdory vzpomínce na Annino zranění, Elsina kouzelná moc stále sílí, proto musí také nosit rukavice.
Po letech klidu se královský pár vydává na plavbu po moři. Z cesty se však nevrátí a Elsa se tak stává následnicí trůnu království Arendelle. V den korunovace se opět setkává se svou mladší sestrou. Ta během příprav potkává prince Hanse, zamilovává se a rozhodne se sestře oznámit, že si prince vezme. S tím Elsa rozhodně nesouhlasí a snaží se Anně vysvětlit, že si nemůže vzít někoho, koho zná jediný den. Během rozepře se Elsa rozčílí a pod vlivem emocí odhalí svou kouzelnou moc před Annou i ostatními obyvateli království. Ve vzteku, který ovšem pramení ze strachu, celé Arendelle promění v ledové království. Přes Annino naléhavé volání pak Elsa utíká do hor. Tam si vybuduje hrad celý z ledu, ve kterém může se svou mocnou schopností žít, aniž by komukoliv ublížila. O okamžiku, kdy doopravdy poznává moc své schopnosti, o minulosti i budoucnosti zpívá v ústřední písni „Let It Go“ (Najednou).
Přestože Anna opět poznala sílu sestřiny schopnosti, vydává se Elsu hledat. Na své cestě potkává horala Kristoffa a jeho nejlepšího přítele, soba Svena. Později se ještě seznamují se sněhulákem Olafem, kterého stvořila Elsa, a který je doprovází cestou k Severní hoře, na které stojí Elsin ledový palác. Při vstupu do hradu se Anně opět tají dech a jen stěží dokáže uvěřit tomu, co její sestra může dokázat. Snaží se k Else promlouvat, snaží se ji přemluvit, aby se opět vrátila do Arendelle. Elsa však stále odmítá. V jednom okamžiku se v Else, při vzpomínce na minulost, opět vzedme její síla, a nešťastně zasáhne ledovým kouzlem Annu do srdce. Kristoff s Olafem dobíhají a pomáhají Anně vstát, Anna bez sestry nechce odejít. Aby své nejbližší Elsa ochránila, staví jim do cesty Strážného sněhuláka, ten je má z paláce vyprovodit. Anna, Kristoff, Olaf a Sven se rozhodnou vyhledat kouzelné trolly a požádat je o radu. Pratrol prozradí, že Annino srdce dokáže rozmrazit pouze pravá láska.
Mezitím princ Hans, se skupinou vojáků vévody z Kradákova, nachází hrad královny Elsy a chystá se ho dobýt. Elsa se snaží ukrýt, když ji doběhnou dva vojáci, kteří ji, na rozkaz vévody, mají zabít. Princ Hans se pokusí získat Elsinu důvěru, dokonce zvrátí střelu z kuše, která měla Elsu ohrozit. Šíp zasáhne ozdobu zavěšenou na stropě a ta padá na Elsu. Elsa při pohledu na padající ozdobu uskakuje, omdlévá.
Do hradu se vracejí také Anna, Kristoff, Sven a Olaf. Anna za podpory a doprovodu služebnictva dojde do místnosti, kde je i Hans a zástupci Arendellu. Tam Hans Anně vysvětlí, že ji nemiluje, že mu šlo pouze o moc a o to, aby se dostal na trůn. Anna utíká. Kristoff běží za ní a cestou si uvědomuje, že má Annu rád.
Elsa je převezena z ledového paláce do království Arendelle. Po probuzení z bezvědomí se ocitá ve vězení a s hrůzou zjišťuje, co pod vlivem své schopnosti způsobila. Svého jednání lituje. Princ Hans se stále snaží získat trůn Arendellu a pokusí Elsu zabít. Else se podaří z vězení utéct, ale ve sněhové bouři ji Hans dostihne. Chce ji obelstít a s hraným zármutkem Else oznamuje, že je Anna mrtvá. Elsa v zoufalství upadá na kolena, v tom se ji Hans chystá zabít. Objevuje se Anna, chce Hanse zastavit, ale silou ledového kouzla zmrzne. Elsa svou sestru s pláčem objímá. A v tu chvíli se Annino srdce Elsinou láskou postupně rozehřívá. Elsa tak zjišťuje, že sesterská láska je nade vše. Moc ledového kouzla mizí a do Arendelle se vrací léto. Království už Elsu nepovažuje za bezcitné monstrum, ale je potřeba potrestat prince Hanse a rozvázat vztah s vévodou z Kradákova, který chtěl nechat Elsu zabít.

## Přijetí
Byl dobře přijat kritiky i širokou veřejností. Ledové království vyhrálo dva Oscary za nejlepší celovečerní animovaný film a za nejlepší originální píseň („Let It Go“), Zlatý glóbus za nejlepší celovečerní animovaný film, Filmovou cenu Britské akademie za nejlepší animovaný film, pět cen Annie a dvě ceny Critics' Choice Movie Award.
Film také zaznamenal výrazný komerční úspěch - s rozpočtem 150 milionů amerických dolarů vydělal celosvětově 1,274 miliardy dolarů, čímž se z něj stal k datu uvedení pátý nejvýdělečnější film na světě, nejvýdělečnější animovaný film na světě a nejvýdělečnější film studia Walt Disney Pictures.

## Obsazení
| Kristen Bellová | Anna               |
| Idina Menzel    | Elsa               |
| Jonathan Groff  | Kristoff           |
| Josh Gad        | Olaf               |
| Santino Fontana | Hans               |
| Alan Tudyk      | vévoda z Kradákova |